# Concurso Internacional de Piano Clara Haskil
El Concurso Internacional de Piano Clara Haskil ( en francés, Concours international de piano Clara-Haskil) se celebra en Vevey (Suiza).
Está dedicado a la pianista Clara Haskil, que vivió en Vevey de 1942 hasta su muerte en 1960.

## Fundación y datos
El concurso es miembro de la Asociación Mundial de Concursos Internacionales de Música desde 1976. Se celebra cada dos años en Suiza desde 1963, en Lucerna hasta 1969 y desde entonces en Vevey, donde Clara Haskil vivió desde 1942 hasta su muerte en Bruselas en 1960. Una calle de Vevey lleva su nombre.
El concurso está abierto a jóvenes pianistas de todo el mundo. El presidente del jurado fue el compositor y concertista suizo Walter Schulthess de 1963 a 1969, el pianista suizo y director de Radio Télévision Suisse de Ginebra Roger Aubert de 1973 a 1975, el pianista ruso Nikita Magalov de 1977 a 1989 y el pianista francés Michel Dalberto de 1991 a 2009 y en 2011 y 2013 el historiador de la música, agente artístico y organizador de conciertos sueco Martin Engström. El pianista alemán Christian Zacharias es presidente del jurado desde 2015.
El concurso cuenta con la colaboración de Radio Suisse Romande Espace 2 y está patrocinado por la Fondation Nestlé pour l'Art, la Fondation Leenaards, la Loterie Romande, la Fundación Stanley Thomas Johnson, el Bank Lombard Odier Darier Hentsch & Cie, las ciudades y municipios de Vevey, Montreux, La Tour-de-Peilz, Blonay, Chardonne, Corseaux, Corsier-sur-Vevey, Jongny y varias empresas comerciales patrocinadoras. Además, los miembros de un grupo de donantes privados fundado en 1999 apoyan las actividades del Concurso Internacional de Piano Clara Haskil.
La final, retransmitida por Radio Suisse Romande Espace 2 y Télévision Suisse Romande, se enmarca en el Festival Internacional de Ópera y Música de Montreux-Vevey.

## Premiados[1]
- 1963 : Desierto
- 1965 : Christoph Eschenbach (Alemania)
- 1967 : Dinorah Varsi (Uruguay)
- 1969 : Desierto
- 1971 : No se celebró
- 1973 : Richard Goode (Estados Unidos)
- 1975 : Michel Dalberto (Francía)
- 1977 : Evgeni Korolyov (URSS)
- 1979 : Cynthia Raim (Estados Unidos)
- 1981 : Konstanze Eickhorst (Alemania)
- 1983 : Desierto
- 1985 : Natasa Veljkovic (Yugoslavia)
- 1987 : Hiroko Sakagami (Japón)
- 1989 : Gustavo Romero (Estados Unidos)
- 1991 : Steven Osborne (Escocia / GB)
- 1993 : Till Fellner (Austria)
- 1995 : Mihaela Ursuleasa (Rumanía)
- 1997 : Delphine Bardin (Francia)
- 1999 : Finghin Collins (Irlanda)
- 2001 : Martin Helmchen (Alemania)
- 2003 : Desierto
- 2005 : Sunwook Kim (Corea del Sur)
- 2007 : Hisako Kawamura (Japón)
- 2009 : Adam Laloum (Francia)
- 2011 : Cheng Zhang (China)
- 2013 : Cristian Budu (Brasil)
- 2015 : Desierto
- 2017 : Mao Fujita (Japón)[3]
- 2019 : Desierto[4]
- 2021 : Yumeka Nakagawa (Japón)[5]
- 2023 : Magdalene Ho (Malasia)[6]